# 土瓜灣體育館

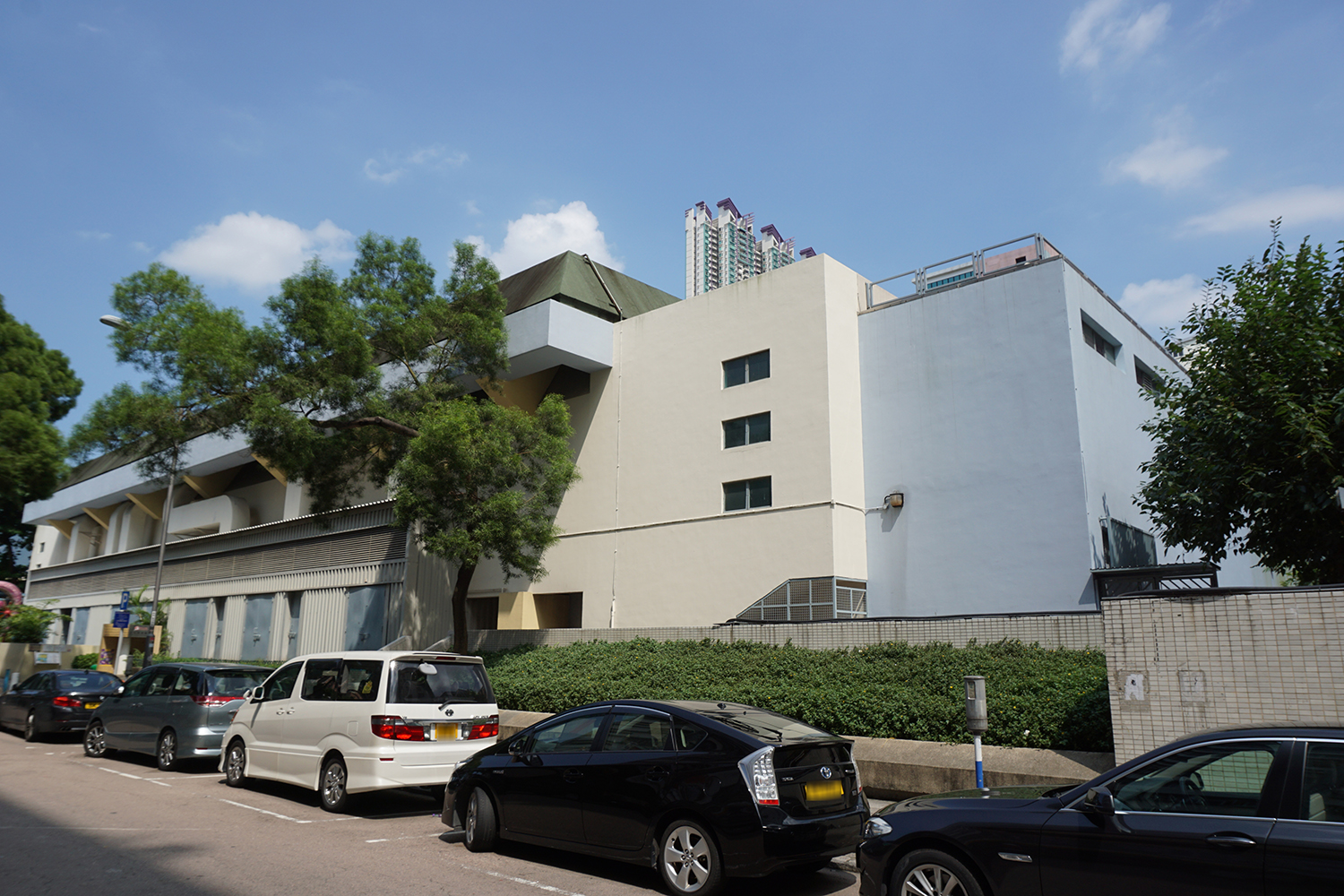
土瓜灣體育館外貌

土瓜灣體育館（英語：To Kwa Wan Sports Centre）是香港一座綜合室內多用途體育場館，位於九龍土瓜灣下鄉道66號地下及1樓，土瓜灣遊樂場範圍內，於1987年10月正式啟用，由康樂及文化事務署管理。

## 場內設施
- 可以作為2座籃球場／排球場或者8座羽毛球場的多用途主場[1]
- 面積為102平方米的多用途活動室[1]
- 面積為62平方米的多用途活動室[1]
- 2座壁球場，其中1個可以更改為乒乓球室
- 1個健身室[1]

## 開放時間
每日07:00-23:00，農曆年初一、年初二、年初三及定期保養日（每月第1及第3個星期一09:00-15:00，如該日為公眾假期，保養日則順延至下一個工作天）休息。